# Narvakulturen
Narvakulturen är en  mesolitisk kultur med utsträckning i tiden till neolitikum, med en geografisk utbredning från Njemen till Ladoga från Estland i norr över Lettland och Litauen till Belarus. Stenålderns första keramiska kultur i Östersjöområdet, Narvakulturen, har utvecklats från Kundakulturen och var en föregångare till den kamkeramiska kulturen.

## Teknologi och artefakter

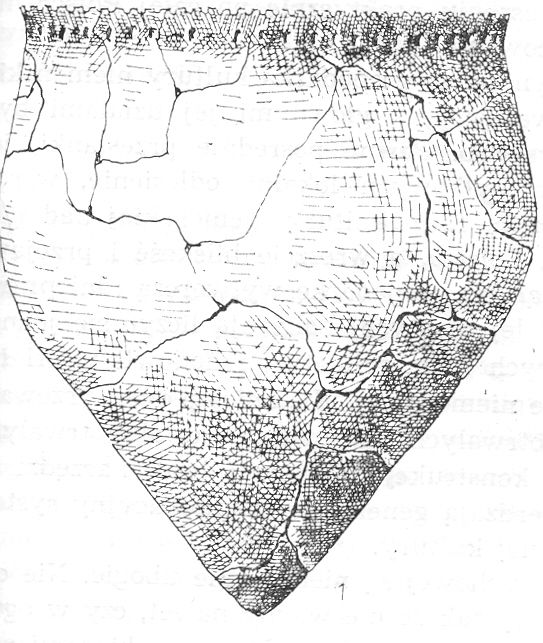
Narvakeramik

Folket i Narvakulturen hade liten tillgång till flinta och var tvungna att handla till sig den och spara på användningen. Kulturen hade få  flintspetsar och flintan återanvändes ofta. Narvakulturen använde lokala material som ben, horn och glimmerskiffer. Som bevis för utbyte fann forskare bitar av rosa flinta från Valdajhöjderna och mycket typisk typisk Narvakeramik i Nemankulturens bosättningsområde medan inga föremål av Nemankulturen hittades hos Narvafolket. Ben och horn var viktiga material i Narvakulturen. Redskapen av ben fortsatte från föregångaren Kundakulturen, och lämnar de bästa bevisen på kontinuiteten i Narvakulturen under den neolitiska perioden. 

## Försörjning
Försörjningen var fiske, jakt och insamling. De viktigaste bytesdjuren var rådjur och vildsvin. Mindre jagade arter var bäver, björn och vildhäst. Pälsdjur jagades också, bland annat mård. På öarna och vid kusten fångades ringsälar och gråsälar.
Narvakulturen ses traditionellt som en jägare-samlare-ekonomi men ekonomin förändrades från uteslutande vilda resurser under dess äldsta fas till ett inslag med boskap under tiden för Skandinaviens mellanneolitikum. Zvidze i östra Lettland har 19 procent tamdjursben i det jordlager som dateras till MN A (4540±60 – 4370±80 f.Kr.). Vad gäller narvaboplatser samtida med Skandinaviens tidigneolitikum finns uppgifter från Šventoji 4B/2B i västra Litauen, där gris som enda domesticerade art utgör 0,3 procent av de bestämda djurbenen. Boplatsen Kreutonas 1B i östra Litauen har får/get, nötboskap och tamsvin utgörande 6 procent av djurbenen. Materialet från Kreutonas 1B har typologiskt daterats till perioden 4450 – 4050 f.Kr. men två gravar som daterats där har gett äldre dateringar till 5580±65 f.Kr. och 5350±130 f.Kr. Gravarna på Kreutonas 1B hör kanske inte till samma fas som boplatsmaterialet och djurbenen. Kulturen började  troligen med husdjurshållning under mellersta neolitikum. De var inte nomader utan levde i samma bosättningar under långa tider. Detta bevisar rika fynd av lerkärl, stora avfallshögar och strukturer för fiske byggda i sjöar och floder.

## Begravningsplatser
Det största och rikaste gravfältet i kulturen har hittats i Zvejniek i norra Lettland. Där har gravtraditionerna från Kundakulturen fortsatts. Det finns gravar med ryggläge, magläge och sidoläge. De begravda var täckta med rödockra som helt täckte kroppen. Arbetsredskap, jaktvapen och hängen av djurtänder fanns i gravarna. De döda begravdes oftast på rygg med få gravgåvor.

## Narvakeramiken
Narvakeramik är likadan i sina former och tillverkningssätt under hela kulturperioden. Inom narvakulturen använde man två kärltyper, stora spetsbottnade krukor, ibland mera rundbottnade och i formen som en halv egg. Man har hittat låga skålar som kan ha använts som lampor. Dekoren domineras av mönster med grunda gropar, dragna linjer och intryck med stämplar förekommer också. Ibland användes gräs för att skrapa ytan. Helt odekorerade kärl är också vanliga.
Keramiken har likheter med keramiken från den kamkeramiska kulturen men har vissa speciella utmärkande drag. Ett av de mest långlivade särdragen var att man blandade lera med andra organiska material, oftast krossade snäckskal. I Estland användes krossad bark och växtdelar. Keramiken var gjord av 6-9 cm breda band av lera som satts ihop. Den torkades och brändes sedan i öppen eld. Den hade oftast mindre dekorationer runt kanten. Kärlen var vida och stora, höjden och bredden ofta lika stora. Bottnarna var spetsiga eller rundade och bara de allra yngsta kärlformerna hade smala flata bottnar. Från mellersta neolitikum influerades Narvakeramik av bandkeramiken, eller övergick i den.
Dateringarna från narvakulturen från lokalen Zvidze i Lettland, en stratifierad inlandslokal belägen i östra delen av landet, föreligger i ett stort antal med resultat från mellanmesolitisk till mellanneolitisk tid. Dateringarna från narvakulturen spänner över intervallet 6535±60 – 5320±50 f.Kr.  Det rör sig om en lång serie dateringar och det är tämligen säkert att konstatera att keramiken uppträder före 5300 f.Kr. i narvakulturen, och kanske så tidigt som 5500 f.Kr
I delar av Litauen, Lettland, Estland och västra Ryssland fanns även under tidigneolitikum den så kallade sena narvakulturen. Under denna fas av Narvakulturen finns lokala varianter av narvakeramik, till exempel klassisk narva, sarnate, piestinia, usviaty, varianter som kan vara olika stilar eller separata lokala kulturvarianter. Liksom tidigare finns två typer kärl, oftast spetsbottnade krukor samt låga keramiklampor. Under tidigneolitikum börjar bergartsmagrad keramik dyka upp. Kärlen är ofta vertikalt strierade på ytan, dekoren domineras av kamstämplar och gropar. Den sena narvakeramikens dekor är ibland lånad från den östliga trattbägarkulturen (enkla stämplar, skårstreck, tvärsnodd och snördekor). I Zvidze har man även funnit importerade trattbägare.

## Forskningshistoria
Länge trodde arkeologerna att de första innevånarna i regionen var av Finskt-ugriskt ursprung som hade pressats norrut av den bandkeramiska kulturen. 1931 noterade den lettiska arkeologen Eduard Sturm att artefakter funna nära Zebrussjön i Lettland var annorlunda och möjligen tillhörde en annan arkeologisk kultur. I början av 1950-talet grävdes bosättningar vid floden Narva ut. Lembit Jaanits från Estland och den ryska arkeologen Nina Gurina ordnade fynden med liknande artefakter från östra Baltikum och beskrev Narvakulturen. De båda grävde vid Riigiküla, en mycket viktig boplats för Narvakulturen.
Narvakulturen varade olika länge i olika delar av kulturområdet. I Litauen varade kulturen hela neolitikum eller cirka 3 500 år. I Lettland tog den slut i mitten av den neolitiska perioden efter 2000 år. I Estland varade den bara under tidigneolitsk tid eller cirka 1000 år innan den ersattes av kamkeramisk kultur som spreds norrifrån från Karelen. Först trodde man att Narvakulturen slutade med den bandkeramiska kulturens inträngande, men nyare forskning fick i Litauen det att ändras till början av bronsåldern. Narvakulturen omfattade åtskilliga tusen år och behärskade ett stort område. Arkeologerna försökte att dela in den i olika lokala varianter eller i kronologiska perioder. I Litauen finns två regioner urskiljbara, den södra med inflytelser från Nemankulturen, och den västra med viktigare bosättningar funna i Šventoji.

## Narvakultur i Estland

### Narvakulturens upptäckt
1950-talet är det decennium då arkeologiska undersökningar i Narvaområdet tog fart. I Narva skulle vattenkraften byggas ut och ryskan N. Gurina började söka efter stenålderslämningar runt Narva. 8 km norr om staden  Riigiküla, mittemot Tõrvalaboplatsen upptäckte hon först en och sedan ytterligare två neolitiska boplatser Riigiküla I–III. Redan 1929 hade en bonde hittat en kil av sten vid Riigiküla och 1938 en ring som hade kommit till det lokala museet. N.Gurina upptäckte Riigiküla I 1951, under dess utgrävning upptäcktes Riigiküla II och 1952 den tredje boplatsen Riigiküla III . Hon grävde ut de tre bosättningarna 1951 till 1953. L. Jaanits inspekterade Riigiküla III 1957 och 1958 utförde han mindre grävningar. Riigiküla inspekterades åter 1962, 1970 and 1991. Vid 1991 års inspektion undersöktes kulturlagret vid Riigiküla IV, och fosfatundersöktes.

#### Riigiküla: Boplats 1
Riigikülabosättningarna ligger på nordvästra delen av en sandhöjd bildad av Litorinahavet. Idag ligger boplatserna vid stränderna av floderna Narva och Tõrvajõe. Narvakeramik, typisk kamkeramik och sen kamkeramik har hittats på alla tre bosättningarna. Typisk kamkeramik dominerade på Riigiküla I–II och Narvakeramik på Riigiküla III (Gurina, 1967, p. 49).
Kulturlagret i boplats I var 40–70 cm tjockt och 1,2 meter djupt där bostäderna hade stått. Två bostadslämningar undersöktes. Båda var placerade parallellt med stranden. Den norra var cirkulär med en diameter på 8 meter och nedsänkt 30 cm i sandlagret. Centrum på huset hade en rund härd utan stenar. På samma nivå på östra sidan av byggnaden hittades en grav av en vuxen man som låg på rygg. Inget gravgods kunde förknippas säkert med graven. (Gurina, 1967, p. 22–23). Den södra byggnaden hade en oval grundplan, med diameter 6–8 meter. Den var också försänkt 30 cm i sanden. Södra sidan av byggnaden hade ett utskjutande del som var kvadratisk. (Gurina, 1955, p. 160). Nära västra väggen var en stenlös härd cirka 1 meter i diameter och i dess centrum upptäcktes ett barnskelett, i utsträckt ryggläge. Gravgods kan ha varit fragment av ett stort kärl av sen kamkeramik vid fötterna och en liten skrapa. (Gurina, 1967, p. 29). 
Två härdar hittades utanför bostäderna. Ett stort antal fynd av pilspetsar, skrapor, sticklar, knivar, slipade stenredskap och yxor och kilar av skiffer och horn, pilspetsar och fiskespjut av ben, hängen och pärlor gjorde av fågellångben (Gurina, 1967, s123, 138 och 141).

#### Boplats II
Kulturlagret var ungefär 50–60 cm tjockt. Stenar från härdar hittades längre ner i marken och även några avfallsgropar. (Gurina, 1967, p. 16). Flintskrapor, pilspetsar och avslagskärnor upptäcktes tillsammans med små kvartsverktyg och skifferhängen. Man hittade få benfynd, en kil av ben och spetsad benflisa (möjligen en pryl) (Gurina, 1967, s. 60). 

#### Boplats III
Kulturlagret var mestadels 70 cm tjockt men upp till 1 meter på sina ställen. En nedsänkt härdsten och några avfallsgropar grävdes ut. Relativt få stenredskap hittades, pilspetsar och skrapor av lokal flinta av dålig kvalité, plus sågbitar av kvarts, hornkilar, yxor, benspetsar och fiskespjut tillsammans med tandhängen. (Gurina, 1967, s 46). Det sällsyntaste fyndet var en mindre skulptur av älghorn föreställande halsen och huvudet av en älg. Fyndet av skulpturen behandlades i L. Jaanits Jooni kiviaja uskumustest, in Religiooni ja ateismi ajaloost, 1961 (Stenålderstro i historien, religion och ateism s. 9).

#### Boplats IV
Boplatsen grävdes ut 1995 av Aivar Kriiska  och huvuddelen av fynden var från Narvakulturen även om andra fynd också gjordes. Boplatsen beskrivs ingående i arbetet ARCHAEOLOGICAL EXCAVATIONS ON THE NEOLITHIC SITE OF RIIGIKÜLA IV

### Gruppindelning av kulturen i Estland
Narvakulturen är inte homogen i sitt utbredningsområde. Skillnaderna gäller mest keramiken och har skapat flera lokala grupper. I Estland har Jaanits urskilt tre regioner: nordöstra Estland, sydöstra Estland och Ösel. Enligt de senaste rapporterna från Dagö, skall denna ö förenas med Ösel, och utgöra en lokal grupp i västra Estlands öar. I modelleringsteknik, ytbehandling och dekoration är keramiken från öarna lik keramiken från fastlandet i Estland. Det särskiljande för öarna är att mineralinblandning i kärlen och djupa gropar vid mynningsranden. Skillnaderna mellan Estlands fastland är relativt små. Den vanliga organiska inblandningen består antingen växtmaterial eller snäckskal. Kamintryck dominerar dekorationen ofta som ett stegvis förekommande kammotiv. Sydöstra Estland skiljer sig genom att ha lite mer dekorationer och också en större del ränder i dekorationen.

#### Kroodi
Kroodi, 15 km från Tallinn på stranden till utloppet ur sjön vid Maardu hittades 1933. Det provgrävdes av Richard Indreko 1936 och åter av Lembit Jaanits 1960. 470 fynd samlades in av sten  82 procent kvarts och 11,5 procent flinta. De flesta är avslag. Det fanns 9 blad and 37 föremål som är sekundärt bearbetade, varav 29 skrapor, 6 sticklar och en stickel-skrapa och en pilspets. Slipade artefakter utgörs av bara en tväreggad stenyxa. 18 nätsänken är notabla. Keramik i två grupper: 42 skärvor med mineralinblandning och starkt polerad yta kan inte klassificeras, men 404 skärvor är av Narvatyp. De är utblandade med organiskt material och ofta spruckna där lerband har förenats. De är gjorda av 2 till 17 mm u-formade band. Kärlytorna har blivit strierade och utjämnade. Bara 4,2 procent skärvorna är dekorerade med kamstämplar som dominerande motiv. Också rännor och repor förekommer.

#### Vihasoo III
Boplatsen Vihasoo III är belägen på stranden av Loobu jögi nära Loksa, den hittades 1995 och undersöktes 1995 och 1996. Boplatsfynden var 561 stenfynd, 84,7 procent kvarts, 3,0 procent flinta och 2,2 procent sandsten. Majoriteten är avslag och 13 blad. Bara 14 är artefakter med sekundär bearbetning, alla skrapor. Ett unikt fynd är en lång bladkniv med bågformat huvud av svart flinta som inte kommer från Estland. Antalet krukskärvor är 113. Kärlen är gjorda av lera med organisk inblandning. Ytan är utjämnad eller streckad men utan ornament.

## Narvakulturen i Lettland

### Icha bosättningen
Bosättning är en av de tre tidiga neolitiska och fem neolitiska bosättningarna från senare tid i våtmarken vid sjön Lubāna. Bosättning upptäcktes av A. Turnis 1937, när  muddrings- och rätningsarbeten av floden Iča utfördes. Till slutet av 1930-talet upptäcktes endast det mellanneolitiska kulturskiktet, som hade överlevt i den upphöjda delen av bosättningen på vänstra stranden av Iča Vecupe. De första arkeologiska utgrävningarna under Eduard Sturm  1938 och 1939 visade att bosättningen på höjden beboddes under den mellanneolitiska kamkeramiska kulturen. I muddringsbanken hittades också äldre material vid grävningarna. Bosättningen var belägen på en neolitisk kommunikationsväg mellan den norra delen av Lubāns våtmark och låglandet i östra Lettland.
Bosättningen ligger på vänstra stranden av Iča Vecupe, som är Aiviekste - en biflod till Daugava, som rinner från sjön Lubana. Bosättningen finns mellan Salas-kullen och den tidigare sjön Vēju på Ičas vänstra strand, som nu har dränerats och torkat ut. Sjön låg 1750 m nedströms från Iča-bosättningen. Floden Icha rinner från Latgale-höglandet, från sjön Čakšu. Floden rann 28 km genom Lubanas våtmark. Om man ville finna tidigare spår måste man söka på lägre höjdnivåer.
Bosättningen beboddes i cirka tre tusen år från tidigneolitisk tid 4500 f.Kr. och avslutades först i tidig bronsålder. De arkeologiska utgrävningarna resulterade i 2 147 tillvaratagna fragment av keramik och 516 andra fynd. Bosättningen vid Icha är en viktig bosättning söder av den tidig neolitisk Narvakultur. Vid Icha fanns också en verkstad för bearbetning av bärnsten.
Grävningarna 1964 av Francis Zagorskis gällde 16 kvadratmeter och berörde bara den kamkeramiska delen av boplatsen.
Under de arkeologiska utgrävningarna 1988 och 1989, som planerades för byggnationen av en invallning på Icha-flodens vänstra strand vid Ichas neolitiska bosättning. Arkeologisk expedition från LAS Institute of History under Ilze Lozes ledning grävdes totalt 463,5 m² ut. De tidiga och sena neolitiska lagren låg under varandra. Som ett resultat av dessa grävningar upptäcktes oblandade och absolut ostörda neolitiska kulturlager.
Kulturlagret  kännetecknades av goda bevaringsförhållande för ben och horn. Två av de neolitiska lagren och ett lager som tillhör den tidiga bronsåldern kunde separeras. De neolitiska lagren vid Icha bildades som ett resultat av intensiv bosättning av många personer. Fragment av behandlade träd som möjligen kan vara resterna av kranar hittades på den yngre boplatsen.
Ett förstört  gravfält. I bosättningen hittades skadade gravar, med till exempel kroppsdelar (armar och ben) och delar skallen (underkäke och överkäke). Fynden kan tillhöra 7 eller till och med fler gravar. De hittades störda i hela det öppna området av bosättningen. De tillhörde både män och kvinnor. Det är möjligt att den ursprungliga begravningsplatsen kunde ha varit belägen i den västra delen av bosättningen. Det finns fakta som talar för begravningar av människor under tröskeln till bostäder eller i övergivna och obebodda bostäder.
Totalt hittades 530 bearbetade föremål: ben- och hornverktyg, skifferredskap, flintpilsändar, grytor och knivar, ett fragment av båtpaddel, bärnstensprydnader, ett fragment av en kvinnofigur gjord av lera och en benplatta med gravyr av mänskliga ansikten. Keramiken representeras av fragment av fyra olika slag – skärvor med inblandning av växtdelar och skal, alltså tidigneolitisk narvakeramik, snörkeramik och keramik med tygavtryck, och den tidiga bronsålderns lubanakeramik.

#### Den tidigneolitiska bosättningen
I det tidiga neolitiska kulturella skiktet exponeras på ett djup av 1,00-1,27 m i den nedre delen av bosättningen av Icha i ett 102,5 m² stort område. En bostad hade översvämmats och hade en delvis härjad 2,80 x 1,00 m härd. Även andra tidiga neolitiska härdar från bostäder. Tidiga neolitiska flintverktyg representeras av tidiga pilspetsar, knivformade spån, mikroavslag och sticklar. De flesta fynden tillhör ben- och hornverktyg, som benmejslar och benyxor ofta tillverkade av bearbetade mellanfotsben från stora djur. Den näst vanligaste gruppen av verktyg var av älg- och kronhjortshorn, som arbetade med hornen grenar.
Ischa-bosättningens keramik kännetecknas av krukor med en koniskt smal botten, leran utblandad med krossat skal eller växter som försvunnit vid bränningen och efterlämnat en porös keramik. Lerkrukorna användes för förvaring av mat och vatten. Dekoren på ytbehandlingen skapades främst med hjälp av en stämpel, ofta en konvex kort pinne, ornament som var ordnade i horisontella eller diagonala rader. Vissa krukor ornerades med konvexa snitt, ibland även med utbuktningar. 

### Zvidze-bosättningen
Bosättning ligger på Lubāna slätten i Ošupe församling i Smaudžo nära Plūdmaļu. Bosättningen beboddes i ungefär 3000 år från sen mesolitisk tid från 6500 före Kristus till  cirka 4000 f Kr i neoloitikum.  Bosättningen låg på stranden till den dåvarande sjön Luban på en moränhöjd som nu  formar en halvö in i det som idag  ett landskap av lägre liggande mossar. Det är en viktig fyndort för den mesolitiska  sydliga kundakulturen och den tidiga  Narvakulturen. I Zvidze bosättningen bearbetade man bärnsten ,där prydnadssaker och knappar och rörformiga pärlor bereddes. Den äldsta människoföreställande bilden i Lettland, nämligen en tresidigt formad benplatta med en schematisk mänsklig bild skapad är ett vackert fynd som tillhör mesolitikum-
Arkeologiska utgrävningar av Zvidze startade 1973–1975, fortsatte 1981 till 1984 och senare 1999 och 2007  med  Ilze Loze som ledare. Utgrävningarna utfördes i centrala delen av boplatsen på en yta av 449 m².
Spår av bosättningen i äldre tid har studerats på 1,80-2 meters djup. I gyttjan och gruset under detta hittades en av horn skapad báton de commandement (för att använda det franska ordet). Även andra horn- och benredskapsfynd gjordes, däribland tresidiga och entandade spjut av typ kundakultur som användes att spetsa fisk med. I bosättningen har hittats så kallade ishackor, hornyxor gjorda av ben från stora djur, typiska för Kunda-Lammasmegi bosättningen. Flintarbeten representeras av svarta flintaspån, skrapor och knivar skapade av dem. Vildsvin, älg, kronhjort, brunbjörn, vildhäst , utter och bäver var bytesdjur och hundar de enda tamdjuren. Av fiskar dominerade gädda, abborrar och gös. Vissa ätbara växter hittades också, som till exempel hasselnötter, nässlor, vita och gula näckrosor, liksom hallon och jordgubbar.
Under den neolitiska tiden med Narvakultur bildades tre kulturlager som ligger ovanför gyttjelaget i sluttningen. Denna period motsvarar fynden av de långa bikoniska benpilarna och pilarna med adatformade ändar. Dessa var liksom de mesolitiska gjorda av benen från stora djur. Hornverktyg för skinnberedning gjorda av älghorn hittades också. Tidig neolitisk keramik på Zvidzeboplatsen indikerar att den dominerande kärltypen var rak, S-formade profilerade kärl och kärl med buk i C-profil hittades också. Skålarna gjordes runda eller avlånga. En fragmentarisk människofigur vars båda ben saknades hittades också. Bytesdjuren var i stort sett samma som tidigare. Viktiga fiskar var gädda, gös, havskatt och braxen. För fiske användes fasta fångstanordningar med två rader avspärrningar mellan  vilka  det fanns en fångstfälla längs med stranden av Lubānasjön. Lämningarna av tallbarkskärlen  upptäcktes också här. Dessa kärl, fixerade i en inhägnad struktur, användes för att fånga gädda under deras lek.

## Antropomorf och zoomorf stenålderskonst från Litauens stenålder
I Narvakulturen har man gjort flera fynd av djur- och människoavbildningar. Mest berömda är de tre älgkostavarna från Šventoji. Marius Irsenas har beskrivit materialet i uppsatsen Anthropomorphic and zoomorphic stone age art in Lithunia and its archaeological cultural context.Tre stavar av samma typ har hittats på Olenii Ostrov gravfältet i ryska Karelen, och dessa har daterats till perioden från sena 7000 f.Kr. till mitten av 5000-talet f.Kr. (kalibrerat)  
Narvakulturen använde också och handlade med bärnsten, och några hundra föremål hittades i Juodkrantė. En del av dessa är människoavbildningar i bärnsten, De avbildas i Marius Irsenas arbete nämnt ovan. Ett av de mest berömda föremålen från kulturen är en ceremoniell stav snidad i horn, som föreställer huvudet av en älgko och funnen i  Šventoji.

### Religiösa tolkningar
Marija Gimbutas kom från Litauen och har skrivit mycket om baltisk förhistoria, bland annat The Balts på engelska i serien Ancient peoples and places. Hon har blivit kontroversiell genom sin teori om det gamla Europa och dess matriarkaliska kultur. Utgrävningar i  Šventoji bosättningen avtäckte tre vackra rituella benstavar med älgkohuvud. Sådan stavar kan ha använts i religiösa jaktceremonier. I östra Litauen och Lettland har det hittats många hjortfigurer. Antagande genom analogier med andra myter gör det troligt att Älggudinnan eller Hjortgudinnan hade livgivande krafter enligt en primitiv föreställningsvärld. Även nutida adventssånger i Litauen nämner honhjorten med nio horn.

## Språk
Det pågår en diskussion om etniciteten för Narvakulturen var finsk-ugrisk eller ett europeiskt folkslag, innan indoeuropéerna hade bosatt sig här. Oklart är också hur Narvakulturens möte med den Indoeuropeiska bandkeramiska kulturen och Klotamforakulturen förlöpte och även hur den hänger ihop med bildandet av de baltiska stammarna.
Kalevi Wiik anser språket i kulturen vara en tidig variant av östersjöfinska.